# Horta (cartier)
Horta este un cartier din districtul 7, Horta-Guinardó, al orasului Barcelona.

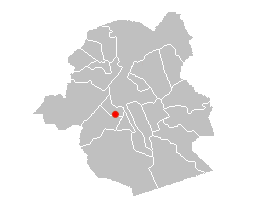
Cartier Horta